# Contea di Muhlenberg
La contea di Muhlenberg, in inglese Muhlenberg County, è una contea dello Stato del Kentucky, negli Stati Uniti. La popolazione al censimento del 2000 era di 31 839 abitanti. Il capoluogo di contea è Greenville e la città più popolosa è Central City.